# 蔡揚金
蔡揚金（1512年—1568年），字子礪，號雙南，河南衛輝府千戶所軍籍江西新淦縣人，明朝政治人物。同進士出身。

## 生平
其先江西新淦人，遠祖牛一以編民從戎潁州飛熊衛，後徙懷慶衛，隸前千户所，复徙所守禦衛輝，遂家焉。揚金五岁丧母，七岁丧父，由祖父與叔父蔡群玉撫養成立。年十四，補郡學生，郡守吕定原对他甚为器重。
嘉靖十三年（1534年）甲午科河南鄉試第七十四名舉人，嘉靖二十三年（1544年）甲辰科會試三百名，三甲進士。初授溧阳知县，二十八年十一月选授浙江道試監察御史，巡按陕西，三十一年巡按直隶蓟州，嘉靖三十三年（1554年）任淮安府知府，三十四年十二月以御倭功升俸一级，次年升浙江按察司副使，寻改陕西。四十年升湖广布政司參政，奉命辰州宣撫苗人，四十二年升本省按察使，四十三年二月升浙江右布政使，次年转左布政使，以入觐，中途得病，离京师数里，乃力疾至都門，上疏乞休，得許致仕，諭旨方下而疾病增剧，隆慶二年（1568年）卒于京邸，年五十七。墓在郡西黄岗之原。

## 家族
高祖蔡貴、曾祖蔡興俱小旗；祖父蔡潤；祖母史氏；父蔡荊玉，以子官誥贈通奉大夫浙江布政使司左布政使。母黃氏，赠夫人。永感下。兄蔡南金。有四子：长子蔡叔逵，嘉靖壬戌進士，官至山东布政使；次子叔邁，早卒；季子蔡叔遴，字子贤，万历癸酉科举人，任日照知县。四子蔡叔進。